# Alexandre Soumarokov
Alexandre Petrovich Soumarokov (en russe : Александр Петрович Сумароков), né le 14 novembre 1717 (25 novembre dans le calendrier grégorien) à Lappeenranta et mort le 1er octobre 1777 (12 octobre dans le calendrier grégorien)  à Moscou, est un poète, dramaturge et fabuliste russe.

## Biographie
Soumarokov a créé le théâtre classique en Russie, et est le co-initiateur du règne du classicisme dans la littérature russe avec Mikhaïl Lomonossov,.
Il est cité comme Franc-maçon en 1756.